# Ramphastos vitellinus
Il tucano scanalato (Ramphastos vitellinus Lichtenstein, 1823) è un uccello della famiglia Ramphastidae, diffuso in Sud America.

## Descrizione
Questo uccello ha il becco nero, la zona attorno agli occhi è azzurra. Il dorso e la coda sono neri. Ha sul petto piccole macchie rosse. Sopra le macchie ha una zona arancione.

## Biologia

### Alimentazione
Questa specie di tucano è frugivora.

### Voce
Il verso è simile a quello delle altre specie di tucano: uno strillo rauco.